# Batalla de Alfambra
La batalla de Alfambra fue un combate ocurrido durante la guerra civil española entre el 5 y el 8 de febrero de 1938 en la cuenca del río Alfambra, unos 25 kilómetros al norte de la ciudad de Teruel, que era cercada por las tropas nacionales en una durísima batalla.
Tras la recuperación de Teruel por milicianos y brigadistas internacionales republicanos el 7 de enero, el mando militar del bando nacional planificó continuar con las ofensivas en contra del Ejército Popular de la República, ya debilitado y agotado en la defensa de la recién recobrada Teruel, y obligado a resistir el contraataque de las tropas nacionales en medio de un crudo invierno. Rendida Teruel, las tropas nacionales lanzaron un contraataque por el norte hacia el Alto de Celadas y El Muletón, que dominan el valle del río Alfambra. El día 17 de enero, los nacionales rompen las líneas republicanas y amenazan con cortar la carretera de Alcañiz, en medio de una serie de tenaces combates aéreos. Las Brigadas Internacionales de la 35.ª División acuden al lugar para detener a las tropas nacionales mandadas por el general Antonio Aranda.
Sin embargo, ese mismo día se estanca la ofensiva de los nacionales, debido a las temperaturas  extremadamente frías, que impide movilizar tropas en el montañoso terreno de la provincia de Teruel. Los mandos nacionales aprovechan el descanso para establecer su plan de ataque contra la cuenca del río Alfambra, con el fin de quebrar la resistencia republicana y cercar decisivamente la ciudad de Teruel por el norte.

## Desarrollo de la batalla

### Inicio del ataque
Para la ofensiva de los sublevados sobre el valle del Alfambra se había planificado la participación del Cuerpo de Ejército Marroquí en el extremo norte, al mando del general Juan Yagüe, al centro la Agrupación de Enlace, mandada por el coronel José Monasterio Ituarte (donde destacaba su 1.ª División de Caballería), y al sur el Cuerpo de Ejército de Galicia a las órdenes del general Antonio Aranda. En total las fuerzas atacantes sumaban unos 100.000 soldados, divididos en cerca de diez divisiones apoyados por 400 a 500 cañones ligeros y pesados.
Las fuerzas republicanas en esta zona estaban formadas por el XIII Cuerpo de Ejército (integrado en el Ejército de Levante, dirigido por el general Juan Hernández Saravia), basado en la 42.ª División republicana, en cuyos flancos se hallaban las divisiones 27.ª y 39.ª, veteranas y experimentadas, pero mermadas en hombres y material. Más a su retaguardia se hallaba la 19.ª División, aún bisoña en combate, y la 66.ª División. Tales tropas tenían a disposición muy pocas piezas de artillería y menos de la mitad de hombres que las tropas atacantes.
A las 9.30 y con dos horas de retraso dado que la visibilidad era escasa, del día 5 de febrero de 1938, los sublevados iniciaron un fuerte bombardeo de artillería y aviación sobre los cuatro puntos de partida de su ofensiva sobre el río Alfambra. De norte a sur los objetivos de los sublevados eran: Vivel del Río Martín-Portalrubio, sector del Cuerpo de Ejército Marroquí con 42 baterías; Rubielos de la Cérida, sector de la Agrupación de Enlace con once baterías, y Celadas, sector del Cuerpo de Ejército de Galicia con 56 baterías, a las que se unirán 8 baterías más de gran calibre que batieron todo el frente. Desde el aire 40 aviones Junkers Ju 52 de la Brigada Aérea Hispania que, unidos a los Messerschmitt Bf 109 del Grupo J/88 y los tres primeros Junkers Ju 87 Stuka de la Legión Cóndor, demostraron su precisión e intensidad de fuego.
A media mañana, desaparecidas las primeras fortificaciones republicanas, que fueron reducidas a escombros, se inició el asalto por las fuerzas de choque. El factor más importante y decisivo de la batalla lo jugó sin duda alguna la aviación sublevada. Así, los grupos de Heinkel He 51 colaboraron en la toma de Argente el 6 de febrero y lucharon contra los tanques de la 42.ª División republicana al día siguiente. No obstante, en el segundo día del ataque, las tropas del bando sublevado sufrieron un ataque inesperado de la flotilla aérea de Savoia-Marchetti italianos, que por error bombardearon a sus propias fuerzas. Aun así, las bajas de los sublevados por "fuego amigo" fueron menores a las temidas.

### Ataque inicial de los sublevados
Como ya estaba previsto, en el centro sólo actuó la Agrupación de Enlace llevando como punta de lanza a la 5.ª División Navarra tras cesar el primer bombardeo artillero, mientras que por su parte la caballería permaneció inactiva durante toda la jornada. El asalto de la infantería sublevada abrió un profundo corredor de más de 15 kilómetros en las posiciones de la 151.ª Brigada Mixta republicana, corredor que luego usaría la División de Caballería del general Monasterio.
De esta forma, por el norte del valle del Alfambra el Cuerpo de Ejército Marroquí del general Juan Yagüe atacó por el medio la línea de enlace de las Brigadas Mixtas 132.ª y 61.ª, y esta última, al temer quedar envuelta por la maniobra, huyó a la desbandada, abriendo así el camino a los soldados del bando sublevado que aquella jornada ocuparon al norte la localidad de Pancrudo y más tarde el poblado de Rillo. La 27.ª División republicana del general Del Barrio, situada más al norte del lugar del ataque principal, estaba en la retaguardia reponiéndose después del grave quebranto sufrido hacía escasamente una semana en un fallido ataque contra el poblado de Singra y prácticamente no intervino en la lucha, siendo que en las primeras horas tan sólo la 42.ª División republicana se encargó de repeler el masivo ataque de los sublevados. Aquel mismo día 5, pero al sur, las fuerzas de Aranda, partiendo de Celadas barrieron las primeras líneas defensivas republicanas, apuntando su ataque en dirección a Alfambra. Poco después un masivo ataque de la caballería de Monasterio, donde se apreció la primera desbandada de tropas republicanas, permitía a parte de dicha caballería tomar los poblados de Argente y Visiedo. En este momento el general Hernández Saravia requiere al general comunista Valentín González "El Campesino" que le envíe de refuerzo a la 10.ª Brigada Mixta, mucho mejor armada y experimentada, pero González se niega.

### Continúa la ofensiva
A las 8 de la mañana del 6 de febrero comienzan a llegar los jinetes de la 1.ª División de Caballería del bando sublevado al mando del general Monasterio a la zona de Hondo del Más, lugar desde donde deben iniciar su ataque por el centro. A las 8.30 estaba en línea la 2.ª Brigada de caballería. A las 9.00 llegaron los miembros de la 1.ª Brigada, situándose al noroeste del Hondo del Más, y por último a las 9.30 la 3.ª Brigada quedó formada al oeste. La mañana apareció cubierta por una espesa niebla, que retrasó en principio las operaciones. El primer Regimiento de la 1.ª Brigada fue destinado íntegro a la 5.ª División Navarra, y con ella operará hasta el final de la guerra, pero en aquel día concreto colaboraron en la ocupación de Aguatón, reconociendo los pasos de la Sierra Palomera, haciendo 10 prisioneros republicanos y ocupando diverso material. Aquel mismo día, pero en el norte, las tropas de Yagüe alcanzan al final de la jornada Perales de Alfambra, lo que pilló a contra pie a los soldados republicanos, que retirados de sus posiciones avanzadas a la carrera, estaban situados más o menos en el saliente Argente-Visedo, orientado de oeste a este, donde se acumulaban los propios combatientes y parte de las fuerzas que allí estaban hasta hacía dos días de descanso. Posición esta ya en peligro al quedar casi a retaguardia de las tropas marroquíes de Yagüe.
El día 7 se dio a la Caballería la orden de reconocer el llano existente entre la Sierra Palomera y la carretera de Zaragoza. En cumplimiento de la misión, su Tercer Escuadrón de Numancia se aproximó al pueblo de Singra, en la retaguardia sublevada. El resto del Regimiento atravesó la sierra por el túnel de Aguatón y tras reconocer una zona de 10 kilómetros de profundidad, cooperó con 4 batallones de la 5.ª División Navarra cogiendo de revés un campo atrincherado enemigo. El balance era de "1.600 prisioneros y numeroso armamento". Con ello no solamente quedaba abierto un amplio corredor para la actuación del resto de la División de Caballería, sino que quedaba suprimido cualquier posible peligro sobre su ala derecha. Para el ataque la división se articuló en dos escalones. El primero compuesto por las brigadas 1.ª y 2.ª, menos el 1.er Regimiento que operaba con la 5.ª División. En el segundo escalón, acolada y en reserva se situó la 3.ª Brigada. Al levantarse la niebla, eran ya las 11 de la mañana, se inició el movimiento. La dirección del avance, prevista en un primer momento, debía haber sido Hondo del Mas-Lidón-Visiedo-Perales de Alfambra, donde debería enlazar con las fuerzas de Yagüe. Pero al aparecer de manera inopinada unidades republicanas sobre la línea de Argente (procedentes de las divisiones republicanas 27.ª y la 39.ª), en su camino de Lidón situado al norte, Monasterio, en un intento por evitar el choque frontal que le hubiera resultado desastroso, prudentemente decidió tomarlas de flanco o retaguardia; por ello ordenó envolverlas dirigiendo primero la masa principal de jinetes a su derecha hacia Argente y después hacía Visiedo, o sea, cogiendo la línea defensiva republicana a contrafuego.
Tras la ruptura del frente el día anterior por la 5.ª División Navarra, los restos del 242.º Batallón republicano que habían resistido el asalto de los batallones sublevados se habían replegado hacia el sur en busca de la carretera de Argente. Allí se reagrupó con las fuerzas de la 82.ª Brigada Mixta que estaban atrincheradas en las alturas de la carretera Bueñas-Argente. Con la ocupación de Aguatón el día 6, todas estas fuerzas quedaron embolsadas, cayendo prisioneras, las que no consiguieron huir, al día siguiente.
La caballería sublevada, al dirigirse a Argente, se desvió así de la principal concentración de tropas enemigas del sector, aunque en realidad éstas estaban totalmente desarticuladas y faltas de dirección, puesto que sobre la línea de Lidón-Argente estaban a la defensiva restos de la 61.ª Brigada, dos batallones de la 124.ª Brigada Mixta, teóricamente hasta hacía muy poco de descanso, y el batallón de reserva en Lidón probablemente, el 243.º de la 61.ª Brigada Mixta. Con aquella variación en su avance, Monasterio, a la par que no arriesgaba nada en su avance, desbordó la resistencia principal enemiga, sin que ésta pudiera hacer otra cosa que ver desfilar por su flanco izquierdo a la caballería en dirección hacia su retaguardia, cerrándose de este modo a los republicanos el itinerario más razonable para una posible retirada al producirse la ocupación de Argente y Visiedo por parte de la caballería. Tras el bombardeo de Argente por los Junkers Ju 52 del bando franquista, en el que causaron bajas propias entre la 5.ª División de Navarra, prueba de lo avanzadas que estaban sus líneas, se dio la orden de asalto a la caballería. Eran las 11.30 y no hubo resistencia. A la salida del pueblo se reagruparon los jinetes, casi en orden de parada, para marchar sobre Visiedo. Desde el aire el Grupo Fiat 2-G3 con 15 aparatos se había limitado a observar la operación sin tener que intervenir para nada.

### Sobre el Alfambra, carga de caballería
Según la versión sublevada, unos minutos más tarde el mismo grupo de Salas divisó 13 tanques republicanos que, provenientes de Perales de Alfambra, se dirigían a marchas forzadas a Visiedo. Los Fiat italianos les dieron tres pasadas, ametrallándolos, tras lo cual un carro quedó volcado fuera de la carretera y otros fueron averiados; el resto emprendió la retirada. De no haberse producido aquel combate, la caballería de Monasterio hubiera sufrido numerosas pérdidas en su marcha a Visiedo.
Al reemprenderse la acción, cambió el despliegue divisionario de la caballería sublevada, pasando a la cabeza el 2.º Regimiento con el 4.º Escuadrón de Calatrava en punta. El único punto de resistencia fue el cerro de la Ermita de Santa Bárbara, a menos de un kilómetro al suroeste de Visiedo, y este fue batido enérgicamente por la artillería antiaérea en fuego terrestre, que acabó casi radicalmente con la resistencia republicana.
Esto, unido a la eficaz actuación de los Heinkel He 51 sublevados, permitió a los jinetes ponerse a menos de 50 metros de las primeras posiciones republicanas. El ataque fue corto y rápido, con el ataque de las tropas rebeldes rebasando en pocos minutos las líneas republicanas, donde soldados aún inexpertos y sin armas suficientes se enfrentaron a una arremetida sorprendente de tropas a caballo. El pánico y el estupor se apoderaron de cientos de soldados republicanos, que huyeron ante varios cientos de jinetes que atacaban en masa; otros soldados republicanos, sin llegar a hacer fuego, se rindieron. En esta batalla ocurrieron precisamente las últimas grandes cargas de caballería en combate de la historia militar de España, pero no de la historia bélica.
Mientras tanto, el 4º Escuadrón de Calatrava continuaba su galopada hacia Visiedo, que ya había sido abandonado por los republicanos a la vista de la caballería, con idénticas muestras de sorpresa y temor que en las posiciones previas. Como botín se ocupó una batería artillera íntegra, probablemente la artillería de la 27.ª División republicana. Entonces la división se abrió en abanico y mientras unas fuerzas marchaban al norte ocupando Lidón, otras se fueron hacia el sur ocupando Camañas, barriendo así el que hasta entonces había sido el principal foco de resistencia republicana. Por el centro, la 2.ª Brigada se dirigió a pleno galope en flecha en dirección a Perales de Alfambra, persiguiendo a las desorganizadas fuerzas republicanas en retirada. Era media tarde cuando la División Monasterio alcanzó la margen derecha del río Alfambra.

## El final
Al día siguiente, 8 de febrero, convergieron también en Perales de Alfambra las tropas sublevadas de Aranda desde el sur, tras haber rebasado a tropas republicanas menos numerosas y además inexpertas y desmoralizadas. En Perales de Alfambra ya esperaban las tropas de Yagüe provenientes del norte. El enlace de ambas fuerzas con las de la 5.ª División y las de la 1.ª de Caballería, o Agrupación Monasterio, significó de hecho la conclusión de la batalla del Alfambra. En los días siguientes la "División Monasterio" fue la encargada de limpiar el territorio recién ocupado. Poco después la caballería volvería a su tarea habitual como fuerza de enlace entre las grandes masas de maniobra al norte y sur del río Ebro.
La República perdía así 14 poblados con más de 1000 kilómetros cuadrados, mientras que 7000 hombres fueron hechos prisioneros y 15 000 fueron bajas de distinto tipo. De las unidades republicanas envueltas en la lucha, particularmente fue la 42.ª División la que sufrió peores bajas, así como las otras unidades militares del Ejército Popular de la República que se hallaban en las cercanías. Las pérdidas del XIII Cuerpo de Ejército Republicano en la retirada de Sierra Palomera fueron de 3000 hombres, 3600 fusiles, 60 ametralladoras y cinco piezas de 105 mm. Además del importante desgaste sufrido por el Ejército Popular, el desastre del Alfambra preparó el camino para la posterior caída de Teruel.